# Myrmecia
Genre
Synonymes
- Halmamyrmecia
- Pristomyrmecia
- Promyrmecia

Myrmecia est un genre de fourmis pouvant atteindre plus de 40 mm de longueur (la plus petite espèce mesure 15 mm de long). La totalité des quelque 90 espèces sont endémiques à l'Australie, à la seule exception de Myrmecia apicalis, originaire de Nouvelle-Calédonie où elle est rare.

## Biologie
Ces fourmis (appelées bull ants) sont bien connues en Australie pour leur comportement agressif et leur piqure puissante. Leur venin peut provoquer un choc anaphylactique chez les personnes allergiques à leur piqûre. Comme pour la plupart des réactions allergiques sévères, la réaction non traitée peut être mortelle. Ces grandes fourmis alertes ont comme caractéristique d'avoir de grands yeux et de longues mandibules grêles. Elles ont une vision supérieure, capable de repérer et même suivre des intrus à une distance d'un mètre. Myrmecia est l'un des genres de fourmis qui possède des gamergates, des fourmis ouvrières capables de s'accoupler et de se reproduire, ce qui permet la survie de la colonie après la perte de la reine. Une colonie de Myrmecia pyriformis sans reine, collectée en 1998 et gardée en captivité a produit ainsi des gamergates viables pendant trois ans.

## Alimentation
Elles se nourrissent de petits insectes, de miellat, de graines, de fruits, de champignons, de gomme et de nectar. Les fourmis adultes se nourrissent principalement de nectar et de miellat, mais les larves sont carnivores et se nourrissent de petits insectes que leur ramènent des fourmis ouvrières. Les ouvrières peuvent également régurgiter de la nourriture au retour dans le nid pour nourrir d'autres fourmis.

## Philosophie
L'œuvre majeure du philosophe Arthur Schopenhauer, Le monde comme volonté et comme représentation, cite les Myrmecia comme exemple paradigmatique de conflits et de besoin constant de destruction dans notre « volonté de vivre ».
« Dans ce genre, la fourmi bouledogue d'Australie présente un exemple frappant : Lorsqu'on la coupe en deux, une lutte s'engage entre la tête et la queue : celle-là commence à mordre celle-ci, qui se défend bravement avec l'aiguillon contre les morsures de l'autre; le combat peut durer une demi-heure, jusqu'à la mort complète, à moins que d'autres fourmis n'entraînent les deux tronçons. Le fait se renouvelle chaque fois. »

## Liste d'espèces
Selon ITIS :

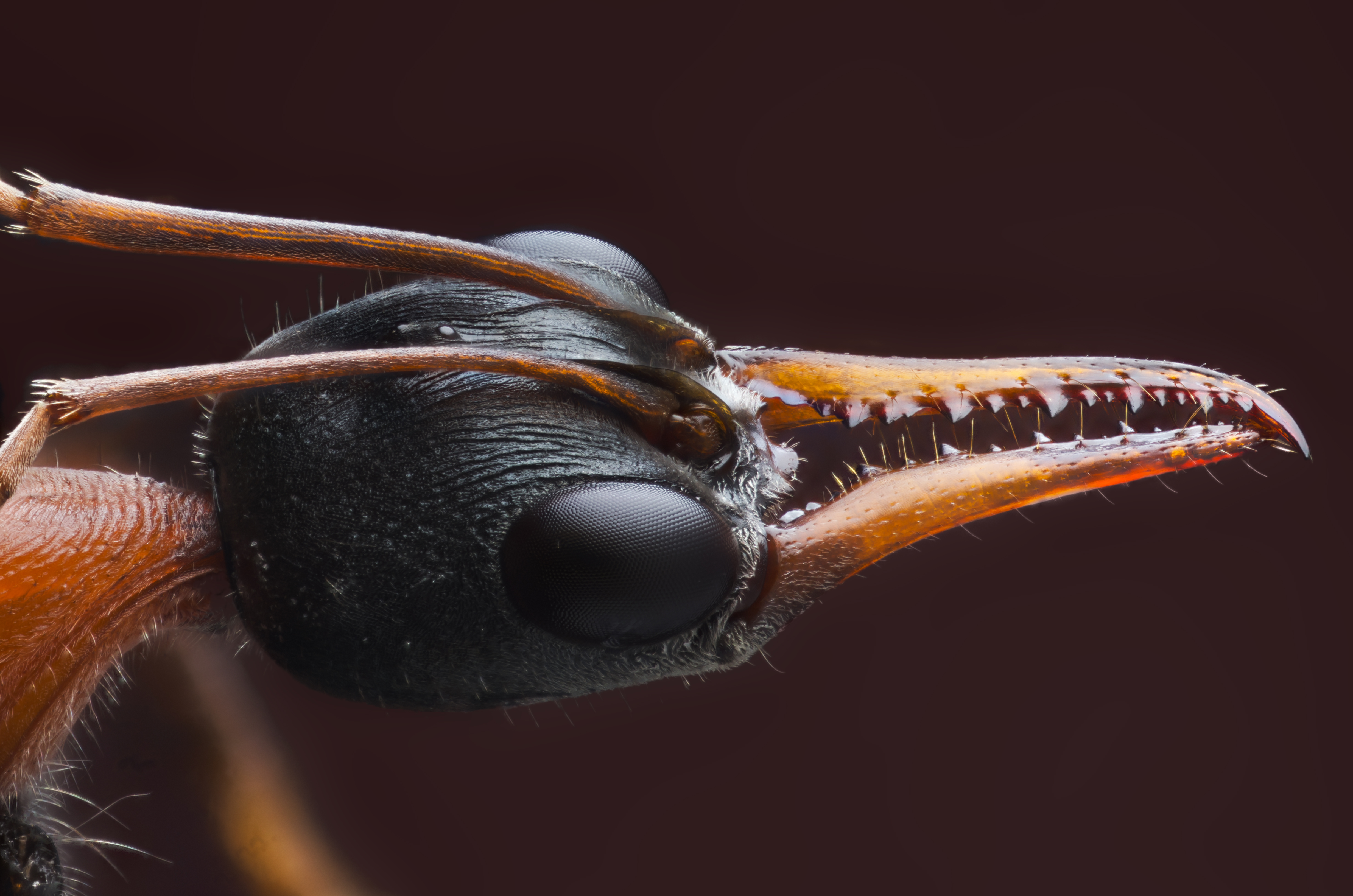
Tête de Myrmecia nigrocincta, du parc national Garigal. Notez les grands yeux et les fortes mandibules. Janvier 2013.

| - Myrmecia aberrans Forel, 1900 - Myrmecia acuta Ogata & Taylor, 1991 - Myrmecia analis Mayr, 1862 - Myrmecia apicalis Emery, 1883 - Myrmecia arnoldi Clark, 1951 - Myrmecia athertonensis Forel, 1915 - Myrmecia auriventris Mayr, 1870 - Myrmecia borealis Ogata & Taylor, 1991 - Myrmecia brevinoda Forel, 1910 - Myrmecia browningi Ogata & Taylor, 1991 - Myrmecia callima (Clark, 1943) - Myrmecia cephalotes (Clark, 1943) - Myrmecia chasei Forel, 1894 - Myrmecia chrysogaster (Clark, 1943) - Myrmecia clarki Crawley, 1922 - Myrmecia comata Clark, 1951 - Myrmecia croslandi Taylor, 1991 - Myrmecia cydista (Clark, 1943) - Myrmecia desertorum Wheeler, 1915 - Myrmecia dichospila Clark, 1938 - Myrmecia dimidiata Clark, 1951 - Myrmecia dispar (Clark, 1951) - Myrmecia elegans (Clark, 1943) - Myrmecia erecta Ogata & Taylor, 1991 - Myrmecia esuriens Fabricius, 1804 - Myrmecia eungellensis Ogata & Taylor, 1991 - Myrmecia exigua (Clark, 1943) - Myrmecia fabricii Ogata & Taylor, 1991 - Myrmecia ferruginea Mayr, 1876 - Myrmecia flammicollis Brown, 1953 - Myrmecia flavicoma Roger, 1861 - Myrmecia forceps Roger, 1861 - Myrmecia forficata (Fabricius, 1787) - Myrmecia formosa Wheeler, 1933 - Myrmecia froggatti Forel, 1910 - Myrmecia fucosa Clark, 1934 - Myrmecia fulgida Clark, 1951 - Myrmecia fulviculis Forel, 1913 - Myrmecia fulvipes Roger, 1861 - Myrmecia fuscipes Clark, 1951 - Myrmecia gilberti Forel, 1910 - Myrmecia gratiosa Clark, 1951 - Myrmecia gulosa (Fabricius, 1775) - Myrmecia harderi Forel, 1910 - Myrmecia hilli (Clark, 1943) | - Myrmecia hirsuta Clark, 1951 - Myrmecia infima Forel, 1900 - Myrmecia inquilina Douglas & Brown, 1959 - Myrmecia loweryi Ogata & Taylor, 1991 - Myrmecia ludlowi Crawley, 1922 - Myrmecia luteiforceps Wheeler, 1933 - Myrmecia mandibularis Smith, 1858 - Myrmecia maura Wheeler, 1933 - Myrmecia maxima Moore, 1842 - Myrmecia michaelseni Forel, 1907 - Myrmecia midas Clark, 1951 - Myrmecia minuscula Forel, 1915 - Myrmecia mjobergi Forel, 1915 - Myrmecia nigra Forel, 1907 - Myrmecia nigriceps Mayr, 1862 - Myrmecia nigriscapa Roger, 1861 - Myrmecia nigrocincta Smith, 1858 - Myrmecia nobilis (Clark, 1943) - Myrmecia occidentalis (Clark, 1943) - Myrmecia pavida Clark, 1951 - Myrmecia petiolata Emery, 1895 - Myrmecia picta Smith, 1858 - Myrmecia picticeps Clark, 1951 - Myrmecia piliventris Smith, 1858 - Myrmecia pilosula Smith, 1858 - Myrmecia potteri (Clark, 1951) - Myrmecia pulchra Clark, 1929 - Myrmecia pyriformis Smith, 1858 - Myrmecia queenslandica Forel, 1915 - Myrmecia regularis Crawley, 1925 - Myrmecia rowlandi Forel, 1910 - Myrmecia rubicunda (Clark, 1943) - Myrmecia rubripes Clark, 1951 - Myrmecia rufinodis Smith, 1858 - Myrmecia rugosa Wheeler, 1933 - Myrmecia simillima Smith, 1858 - Myrmecia subfasciata Viehmeyer, 1924 - Myrmecia swalei Crawley, 1922 - Myrmecia tarsata Smith, 1858 - Myrmecia tepperi Emery, 1898 - Myrmecia testaceipes (Clark, 1943) - Myrmecia tridentata Ogata & Taylor, 1991 - Myrmecia urens Lowne, 1865 - Myrmecia varians Mayr, 1876 - Myrmecia vindex Smith, 1858 |